# Lijst van spelers van Pune FC
Op deze lijst staan alle huidige en voormalige Pune FC-spelers die vanaf de oprichting in 2009 minimaal één officiële voetbalwedstrijd voor het eerste elftal van de club hebben gespeeld.

## A
- Krishnan Nair Ajayan
- Mumtaz Akhtar
- Calum Angus

## B
- Nicolau Borges

## C
- Caitano Costa

## D
- Arup Debnath
- Anthony D'Souza

## E
- Anas Edathodika

## F
- Raúl Fabiani
- Gabriel Fernandes
- Selwyn Fernandes
- Lester Fernandez
- Edmar Figueira
- Godwin Franco

## G
- Dhanpal Ganesh
- Cyd Gray

## H
- Thongkhosiem Haokip
- Asim Hassan
- Rollingson Hungyo

## I
- Arata Izumi

## K
- Nikhil Kadam
- Boima Karpeh
- Mandjou Keita
- Gurjinder Kumar
- Kamaljeet Kumar
- Rahul Kumar
- Sampath Kuttimani

## L
- Jeje Lalpekhlua
- Fanai Lalrempuia

## M
- Nanjangud Shivananju Manju
- Denechandra Meitei
- Shahinlal Meloly
- James Meyer
- James Moga
- Abhra Mondal
- Riga Mustapha

## N
- Balaji Narasimhan
- Daisuke Nishiguchi

## P
- Subrata Pal
- Mirjan Pavlović
- Douhou Pierre
- Jayashelan Prasad

## R
- Zohmingliana Ralte
- Srikanth Ramu
- Velington Rocha

## S
- Ryuji Sueoka
- Paresh Shivalkar
- Amrinder Singh
- Baldeep Singh
- Maninder Singh
- Salam Ranjan Singh
- Subhash Singh

## T
- Othallo Tabia
- Lamine Tamba
- Prakash Thorat
- Karma Tsewang

## V
- Shanmugam Venkatesh
- Gunashekar Vignesh

## W
- Chika Wali
- Jeh Williamson

## Z
- Nawab Zeeshan